# Йенсен, Никлас (футболист)
Никлас Кристиан Монберг Йенсен (дат. Niclas Christian Monberg Jensen; род. 17 августа 1974, Копенгаген) — датский футболист, выступавший на позиции защитника. Известен по выступлениям за «Копенгаген», «Боруссия» (Дортмунд) и сборную Дании. Участник чемпионата мира 2002 и чемпионата Европы 2004 годов. Старший брат футболиста Даниэля Йенсена.

## Клубная карьера
Йенсен воспитанник футбольного клуба «Б-93». В 1992 году он перешёл в «Люнгбю». В апреле 1993 года Никлас дебютировал за команду в датской Суперлиге. В 1995 году он был удостоен награды Лучшего молодого футболиста Дании. В 1996 году Йенсен и еще два футболиста «Люнгбю» Андерс Нильсен и Деннис Роммедаль перешли в нидерландский ПСВ. В своем первом сезоне Никлас выиграл чемпионат Нидерландов, но использовался, как замена для Артура Нюмана. Он сыграл всего 5 матчей и получил травму.
В 1998 году Йенсен вернулся на родину заключил контракт на 4,5 года с «Копенгагеном». В сезоне 2001/2002 он помог клубу выиграть чемпионат Дании. В 2002 году Никлас принял приглашение английского «Манчестер Сити». Сумма трансфера составила 550 тыс. евро. В Англии он провел один сезон, по окончании которого перешёл в дортмундскую «Боруссию». Сумма трансфера составила 750 тыс. евро. Йенсен показал в первый матчах очень уверенную игру, но со временем был вытеснен из основы бразильцем Деде. После двух сезонов в Германии Никлас перешёл в «Фулхэм». В новой команде он был основным футболистом до прихода в команду Уэйна Бриджа. В 2007 году Йенсен вернулся в «Копенгаген», которому помог ещё дважды выиграть Суперлигу и завоевать Кубок Дании. В 2009 году Никлас завершил карьеру футболиста.

## Международная карьера
В августе 1998 года в товарищеском матче против сборной Чехии Йенсен дебютировал за сборную Дании. В 2002 году он попал в заявку на участие в чемпионате мира в Корее и Японии. На турнире Никлас сыграл в трех матчах против сборных Уругвая, Франции и Англии.
В 2004 году Йенсен принял участие в чемпионате Европы в Португалии. На турнире он был основным футболистом сыграл в трех матчах против сборных Италии, Болгарии и Швеции. Никлас выступал за национальную команду до 2008 года, он принимал активное участие в отборочных раундах чемпионата мира 2006 и чемпионата Европы 2008 годов.

## Статистика

### Матчи Йенсена за сборную Дании
| Матчи Йенсена за сборную Дании | Матчи Йенсена за сборную Дании | Матчи Йенсена за сборную Дании | Матчи Йенсена за сборную Дании | Матчи Йенсена за сборную Дании | Матчи Йенсена за сборную Дании |
| ------------------------------ | ------------------------------ | ------------------------------ | ------------------------------ | ------------------------------ | ------------------------------ |
| №                              | Дата                           | Соперник                       | Счёт                           | Голы Йенсена                   | Соревнование                   |
| 1                              | 19 августа 1998                | Чехия                          | 0:1                            | —                              | Товарищеский матч              |
| 2                              | 15 ноября 2000                 | Германия                       | 2:1                            | —                              | Товарищеский матч              |
| 3                              | 25 апреля 2001                 | Словения                       | 3:0                            | —                              | Товарищеский матч              |
| 4                              | 10 ноября 2001                 | Нидерланды                     | 1:1                            | —                              | Товарищеский матч              |
| 5                              | 13 февраля 2002                | Саудовская Аравия              | 1:0                            | —                              | Товарищеский матч              |
| 6                              | 27 марта 2002                  | Ирландия                       | 0:3                            | —                              | Товарищеский матч              |
| 7                              | 17 апреля 2002                 | Израиль                        | 3:1                            | —                              | Товарищеский матч              |
| 8                              | 17 мая 2002                    | Камерун                        | 2:1                            | —                              | Товарищеский матч              |
| 9                              | 1 июня 2002                    | Уругвай                        | 2:1                            | —                              | Чемпионат мира 2002            |
| 10                             | 11 июня 2002                   | Франция                        | 2:0                            | —                              | Чемпионат мира 2002            |
| 11                             | 15 июня 2002                   | Англия                         | 0:3                            | —                              | Чемпионат мира 2002            |
| 12                             | 21 августа 2002                | Шотландия                      | 1:0                            | —                              | Товарищеский матч              |
| 13                             | 7 сентября 2002                | Норвегия                       | 2:2                            | —                              | Чемпионат Европы 2004 (отбор)  |
| 14                             | 12 октября 2002                | Люксембург                     | 2:0                            | —                              | Чемпионат Европы 2004 (отбор)  |
| 15                             | 20 ноября 2002                 | Польша                         | 2:0                            | —                              | Товарищеский матч              |
| 16                             | 12 февраля 2003                | Египет                         | 4:1                            | —                              | Товарищеский матч              |
| 17                             | 29 марта 2003                  | Румыния                        | 5:2                            | —                              | Чемпионат Европы 2004 (отбор)  |
| 18                             | 2 апреля 2003                  | Босния и Герцеговина           | 0:2                            | —                              | Чемпионат Европы 2004 (отбор)  |
| 19                             | 30 апреля 2003                 | Украина                        | 1:0                            | —                              | Товарищеский матч              |
| 20                             | 7 июня 2003                    | Норвегия                       | 1:0                            | —                              | Чемпионат Европы 2004 (отбор)  |
| 21                             | 11 июня 2003                   | Люксембург                     | 2:0                            | —                              | Чемпионат Европы 2004 (отбор)  |
| 22                             | 20 августа 2003                | Финляндия                      | 1:1                            | —                              | Товарищеский матч              |
| 23                             | 10 сентября 2003               | Румыния                        | 2:2                            | —                              | Чемпионат Европы 2004 (отбор)  |
| 24                             | 11 октября 2003                | Босния и Герцеговина           | 1:1                            | —                              | Чемпионат Европы 2004 (отбор)  |
| 25                             | 16 ноября 2003                 | Англия                         | 3:2                            | —                              | Товарищеский матч              |
| 26                             | 18 февраля 2004                | Турция                         | 1:0                            | —                              | Товарищеский матч              |
| 27                             | 31 марта 2004                  | Испания                        | 0:2                            | —                              | Товарищеский матч              |
| 28                             | 28 апреля 2004                 | Шотландия                      | 1:0                            | —                              | Товарищеский матч              |
| 29                             | 30 мая 2004                    | Эстония                        | 2:2                            | —                              | Товарищеский матч              |
| 30                             | 5 июня 2004                    | Хорватия                       | 1:2                            | —                              | Товарищеский матч              |
| 31                             | 14 июня 2004                   | Италия                         | 0:0                            | —                              | Чемпионат Европы 2004          |
| 32                             | 18 июня 2004                   | Болгария                       | 2:0                            | —                              | Чемпионат Европы 2004          |
| 33                             | 22 июня 2004                   | Швеция                         | 2:2                            | —                              | Чемпионат Европы 2004          |
| 34                             | 18 августа 2004                | Польша                         | 5:1                            | —                              | Товарищеский матч              |
| 35                             | 4 сентября 2004                | Украина                        | 1:1                            | —                              | Чемпионат мира 2006 (отбор)    |
| 36                             | 9 октября 2004                 | Албания                        | 2:0                            | —                              | Чемпионат мира 2006 (отбор)    |
| 37                             | 13 октября 2004                | Турция                         | 1:1                            | —                              | Чемпионат мира 2006 (отбор)    |
| 38                             | 17 ноября 2004                 | Грузия                         | 2:2                            | —                              | Чемпионат мира 2006 (отбор)    |
| 39                             | 9 февраля 2005                 | Греция                         | 1:2                            | —                              | Чемпионат мира 2006 (отбор)    |
| 40                             | 26 марта 2005                  | Казахстан                      | 3:0                            | —                              | Чемпионат мира 2006 (отбор)    |
| 41                             | 30 марта 2005                  | Украина                        | 0:1                            | —                              | Чемпионат мира 2006 (отбор)    |
| 42                             | 2 июня 2005                    | Финляндия                      | 1:0                            | —                              | Товарищеский матч              |
| 43                             | 8 июня 2005                    | Албания                        | 3:1                            | —                              | Чемпионат мира 2006 (отбор)    |
| 44                             | 17 августа 2005                | Англия                         | 4:1                            | —                              | Товарищеский матч              |
| 45                             | 3 сентября 2005                | Турция                         | 2:2                            | —                              | Чемпионат мира 2006 (отбор)    |
| 46                             | 7 сентября 2005                | Грузия                         | 6:1                            | —                              | Чемпионат мира 2006 (отбор)    |
| 47                             | 8 октября 2005                 | Греция                         | 1:0                            | —                              | Чемпионат мира 2006 (отбор)    |
| 48                             | 12 октября 2005                | Казахстан                      | 2:1                            | —                              | Чемпионат мира 2006 (отбор)    |
| 49                             | 1 марта 2006                   | Израиль                        | 2:0                            | —                              | Товарищеский матч              |
| 50                             | 16 августа 2006                | Польша                         | 2:0                            | —                              | Товарищеский матч              |
| 51                             | 1 сентября 2006                | Португалия                     | 4:2                            | —                              | Товарищеский матч              |
| 52                             | 7 октября 2006                 | Северная Ирландия              | 0:0                            | —                              | Чемпионат Европы 2008 (отбор)  |
| 53                             | 11 октября 2006                | Лихтенштейн                    | 4:0                            | —                              | Чемпионат Европы 2008 (отбор)  |
| 54                             | 15 ноября 2006                 | Чехия                          | 1:1                            | —                              | Товарищеский матч              |
| 55                             | 6 февраля 2007                 | Австралия                      | 3:1                            | —                              | Товарищеский матч              |
| 56                             | 24 марта 2007                  | Испания                        | 1:2                            | —                              | Чемпионат Европы 2008 (отбор)  |
| 57                             | 6 июня 2007                    | Латвия                         | 2:0                            | —                              | Чемпионат Европы 2008 (отбор)  |
| 58                             | 22 августа 2007                | Ирландия                       | 0:4                            | —                              | Товарищеский матч              |
| 59                             | 8 сентября 2007                | Швеция                         | 0:0                            | —                              | Чемпионат Европы 2008 (отбор)  |
| 60                             | 12 сентября 2007               | Лихтенштейн                    | 4:0                            | —                              | Чемпионат Европы 2008 (отбор)  |
| 61                             | 13 октября 2007                | Испания                        | 1:3                            | —                              | Чемпионат Европы 2008 (отбор)  |
| 62                             | 26 марта 2008                  | Чехия                          | 1:1                            | —                              | Товарищеский матч              |

Итого: 62 матча / 0 голов; 35 побед, 16 ничьих, 11 поражений.

## Достижения
Командные
ПСВ
- Чемпион Нидерландов — 1996/97

«Копенгаген»
- Чемпион Дании (3) — 2001/02, 2006/07, 2008/09
- Обладатель Кубка Дании — 2008/09